# 햇빛 찬란한 월요일
《햇빛 찬란한 월요일》(스페인어: Los lunes al sol)은 스페인, 프랑스, 이탈리아에서 제작된 페르난도 레온 데아라노아 감독의 2002년 드라마 영화이다. 하비에르 바르뎀, 루이스 토사르 등이 출연하였고, 자우메 로우레스 등이 제작에 참여하였다.
2003년 제17회 고야상에서 작품상, 감독상, 남우 주연상(바르뎀), 남우 조연상(토사르) 등 5개 부문에서 수상하였다.
2003년 제75회 아카데미상 국제영화상 스페인 출품작이나 후보 명단에는 오르지 못했다.

## 출연진
- 하비에르 바르뎀
- 루이스 토사르
- 호세 앙헬 에히도
- 니에베 데메디나
- 세르주 리아부킨
- 엔리케 비옌
- 셀소 부가요
- 호아킨 클리멘트
- 아이다 폴크
- 페르난도 테헤로
- 라우라 도밍게스

## 기타 제작진
- 공동 제작: 안드레아 오키핀티, 제롬 비달
- 배역: 루이스 산나르시소
- 의상: 마이키 마린